# Александровка (Городокский район)
Алекса́ндровка (укр. Олекса́ндрівка) — село в Городокском районе Хмельницкой области Украины.
Население по переписи 2001 года составляло 223 человека. Почтовый индекс — 32030. Телефонный код — 3251. Занимает площадь 1,388 км². Код КОАТУУ — 6821289403.

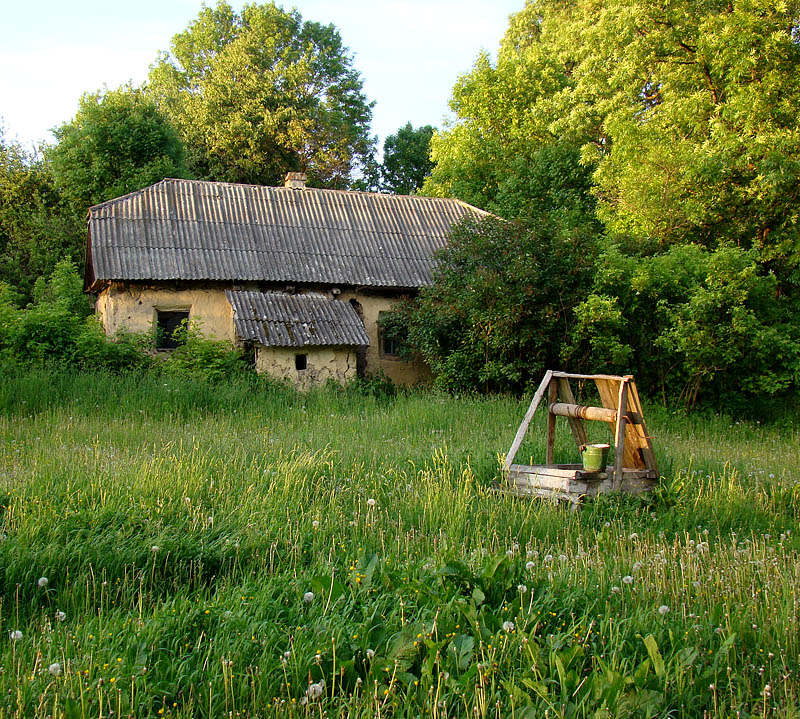

## Местный совет
32030, Хмельницкая обл., Городокский р-н, с. Юринцы, ул. Соборная, 29